# Fotografia d'arte

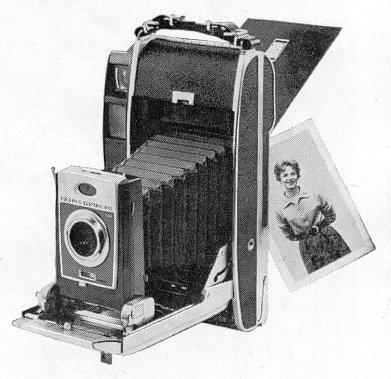
Una macchina istantanea Polaroid 900

Possiamo parlare di fotografia d'arte o fotografia artistica, come parliamo di pittura e di scultura? L'immagine fotografica è considerata da gran parte dei critici al pari delle discipline pittoriche, nonostante l'evidente differenza caratteristica. Negli ultimi anni le quotazioni dei maestri internazionali, come quelle degli artisti emergenti sono andate alle stelle. Il panorama si è allargato ed è stato rivoluzionato dall'avvento del digitale che ha moltiplicato in maniera esponenziale le possibilità di ogni artista. 

## Elementi
La prima mostra fotografica della storia si tenne a Parigi nel 1839, dove Louis Hippolite Bayard espose 30 immagini positive su carta, riscuotendo parecchio successo. Nel gennaio del 1839 William Henry Fox Talbot espone i suoi "disegni fotografici" nella biblioteca della Royal Institution a Londra. Le fotografie vengono ammesse al Salone della Pittura di Parigi nel 1859 suscitando l'irritazione di Baudelaire.
L'oggetto trova una sua dignità, specialmente quando si tratta di un'opera prodotta in tiratura limitata numerata, firmata e certificata. Le Polaroid sono molto ambite, perché garantiscono l'unicità del prodotto, mantenendo prezzi contenuti.
Il vero collezionista dovrebbe verosimilmente affiancare alle tele degli artisti favoriti, anche stampe di autori più o meno famosi.
Il costo dell'opera d'arte tiene anche in considerazione della tecnica di stampa: pari dignità viene data a una stampa su alluminio come ad una stampa ink-jet. In edicola si moltiplicano le riviste dedicate all'arte fotografica, e molte case editrici e produttori di macchine fotografiche organizzano: corsi, concorsi e mostre fotografiche. Sul web, sono ormai migliaia i fotografi che espongono le loro gallerie virtuali. L'autorevole rivista Arte ha dedicato un numero speciale (quello di agosto 2005) alla fotografia per celebrarne il secolo. Ne è uscito un ritratto molto promettente che apre buone prospettive per la dignità di questa forma d'arte che, in passato, difficilmente è stata considerata tale.
Nel periodo compreso tra le due grandi guerre, grazie ai processi tecnici nel campo della fotografia, fu possibile scattare delle prime istantanee e realizzare i primi reportages: fotografi professionisti documentavano la realtà attraverso le immagini che venivano diffuse ai giornali. I fotografi di allora si possono quindi paragonare ai veristi, che narravano i fatti senza inserirvi impressioni personali.
Parallelamente, soprattutto a partire dall'inizio degli anni settanta, alla comparsa delle prime carte politenate multigradazione e al contemporaneo abbandono di molte carte pregiate per stampa da parte dell'industria fotografica, alcuni fotografi hanno adottato le tecniche storiche già care ai pittorialisti per guadagnare quella libertà espressiva che era giudicata compromessa dal mercato.

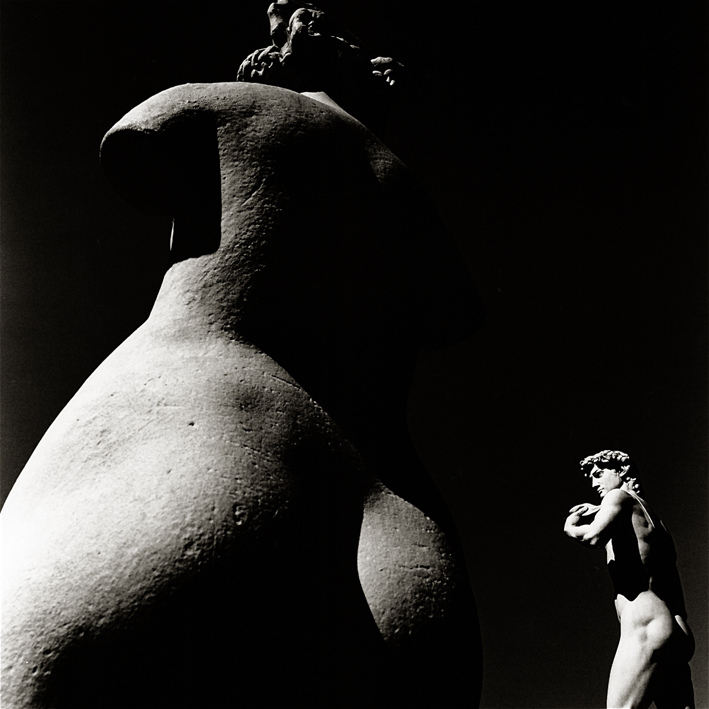
Foto di sculture a Firenze, anche il David di Michelangelo, reinterpretata da Augusto De Luca, uno dei giovani fotografi che espose al Diaframma di Milano

La fotografia d'arte vera e propria, viene chiamata anche fotografia di ricerca e ha inizio in Italia verso la fine degli anni '60. Il punto di riferimento per i giovani fotografi artisti dell'epoca era la galleria Il Diaframma di Milano (una delle più antiche gallerie fotografiche d'Europa), che chiuderà la sua storica sede di via Brera, nel luglio del 1997, con la mostra di fotografie tratte dal libro Roma nostra del fotografo Augusto De Luca. È in questo periodo che la ricerca fotografica in Italia raggiunge la sua massima espressione.
Dal punto di vista tecnico la dicotomia tra fotografia analogica e digitale è sostanziale e almeno inizialmente, la fotografia digitale è stata snobbata come inferiore a quella chimica. In effetti i primi risultati di stampa digitale erano modesti ma col tempo ha raggiunto una qualità elevata che si differenzia da quella analogica per alcune caratteristiche: immediatezza, facilità d'uso, cromatismi ecc. Moltissimi professionisti ormai si avvalgono per la fine art di stampanti fotografiche professionali con risultati eccellenti sia in qualità che in durata (oltre 200 anni con il bianco e nero).

### L'Arte e la Fotografia
Naturalmente, la differenza tra un'opera d'arte pittorica, creata sostanzialmente in toto dal Pittore, ed una fotografia, creata sostanzialmente dalla luce, è evidente fin dall'inizio dell'invenzione della fotografia stessa. L'irritazione di Baudelaire nel 1859, appare più che comprensibile anche oggi, in quanto la forma caratteristica della fotografia sembra precludere l'atto della creazione artistica dell'opera, come può essere per una scultura o un disegno a carboncino. Se però guardiamo i risultati, in molti casi notevoli dal punto di vista artistico, come ad esempio i paesaggi di Ansel Adams, che nulla hanno da invidiare rispetto a pittori anche di grande rilievo, o alle composizioni di Man Ray, alle nuvole di Luigi Ghirri, ai giardini fatati di Fulvio Ventura (ecc), ci rendiamo conto di come il processo di creazione artistica manuale venga sostituito da un percorso che ha ancora molto di manuale - come la ricerca del soggetto, l'inquadratura, la ricerca della luce e delle ombre, dei colori, la posa, la profondità di campo, il punto di vista, lo sviluppo a mano (con le sue molteplici fasi ed elaborazioni) - ma avviene principalmente nella testa (nell'animo, nella sensibilità, nella cultura) dell'artista (anche se molti fotografi hanno da sempre ripudiato che gli si affibbiasse questo termine); con una sua peculiarità certo, di essere sempre legata alla luce, al momento; ma è una caratteristica, non un limite. Ed apre anche inaspettate prospettive sul tempo, e talvolta sulla sua assenza.